# Kirkebygden
Kirkebygden is een plaats in de Noorse gemeente Våler, fylke Østfold. Kirkebygden telt 744 inwoners (2007) en heeft een oppervlakte van 0,67 km². Kirkebygden is het administratieve centrum van de gemeente Våler.